# 南船橋車站

南船橋車站附近的京葉線三角線分佈示意圖。

南船橋車站（日语：／ Minami-funabashi eki */?）是位於日本千葉縣船橋市若松二丁目，屬於東日本旅客鐵道（JR東日本）京葉線的鐵路車站。車站編號是JE 11。
此站是武藏野線往西船橋站的聯絡線和京葉線二俁支線的分岔站，通過該線的武藏野線的列車有一部分停靠此站。視乎不同時間可能直通至海濱幕張站。此站為方便起見多在二俁支線顯示為「武藏野線」。

## 車站構造
南船橋是一個設有兩座座島式月台四條乘車線的高架車站，車站站房設至於高架路軌的正下方。
南船橋車站是由京葉線本線與高谷支線、二俣支線三條路線所組合成的三角線之東側頂點。雖然路線上南船橋車站僅有京葉線一條路線通過，但實際的運務上根據時間帶的不同部分行駛於武藏野線上的列車會自西船橋方向經過二俣支線抵達南船橋。其中部分列車會在本站直接折返，部分會進入京葉本線並行駛至海濱幕張之後才折返。為了方便辨識，在南船橋車站這裡會將實際上是京葉線支線的二俣支線稱呼為「武藏野線」，因此站內的四條乘車線也分別兩兩標示為京葉線與武藏野線的停車月台。
業務委託站（委託予JR東日本車站服務），由新習志野站管理。設有指定席券賣機、自動閘機及自動精算機。

### 月台配置

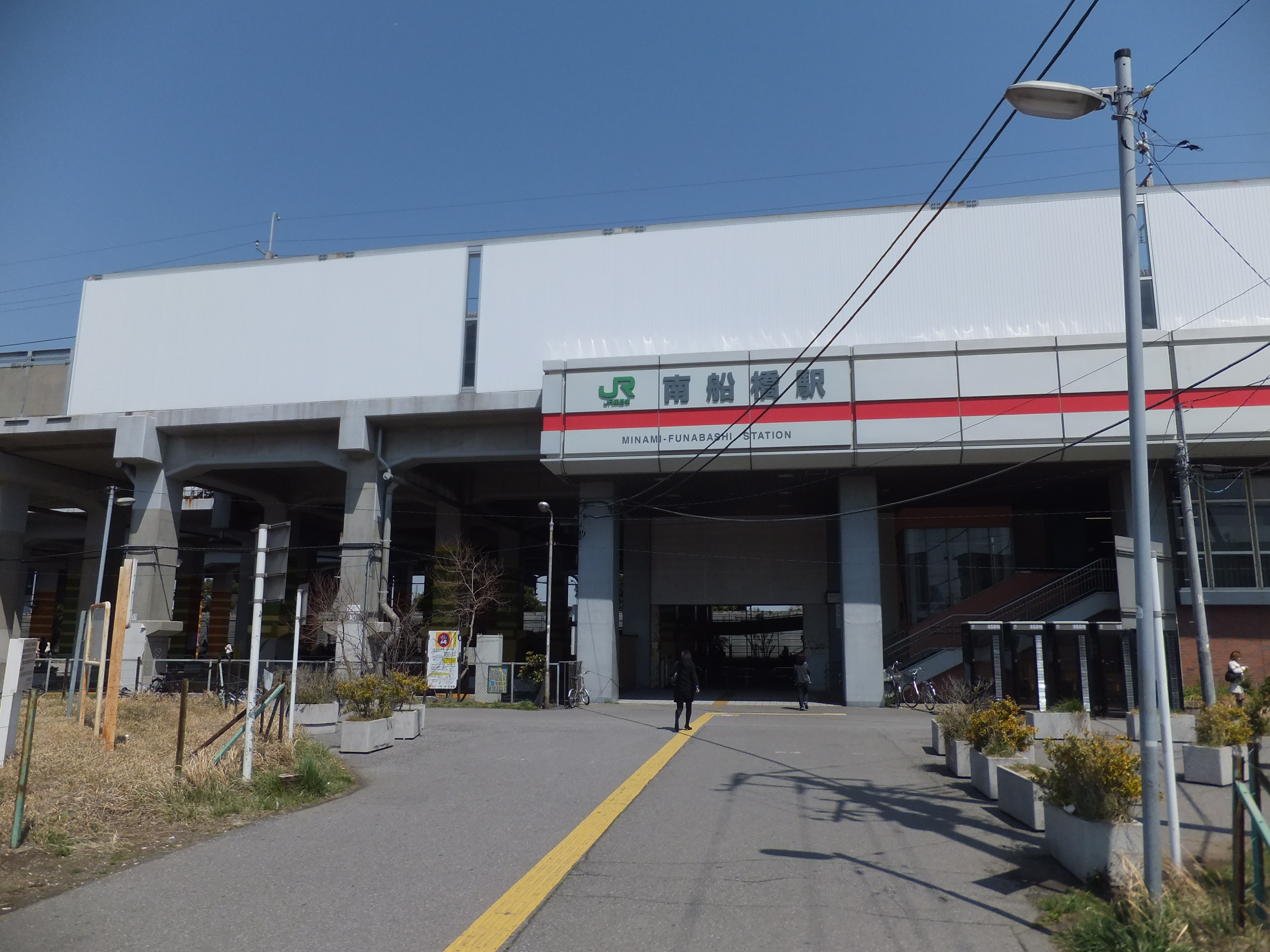
車站南口（2012年4月5日）
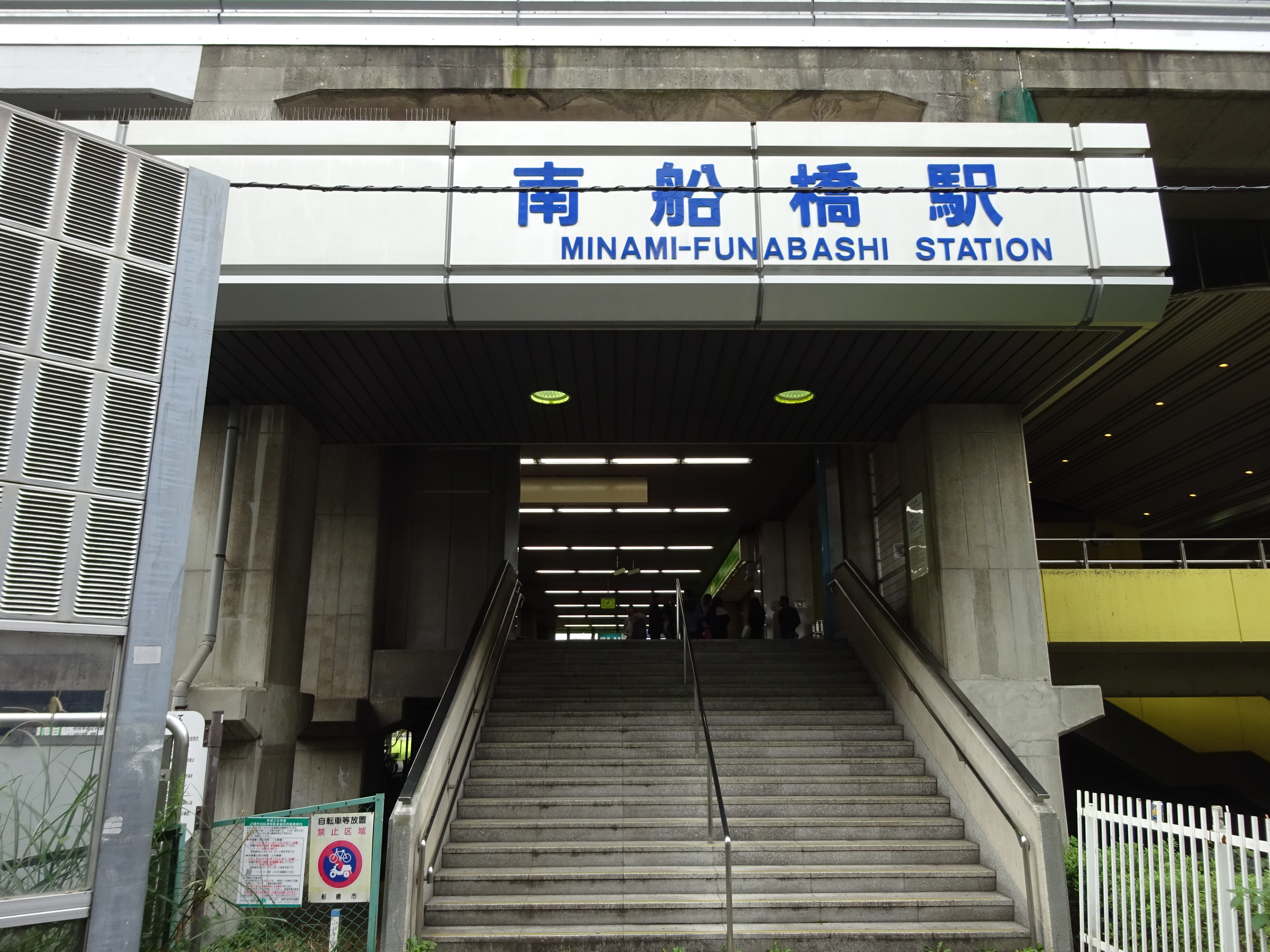
車站北口（2017年9月）
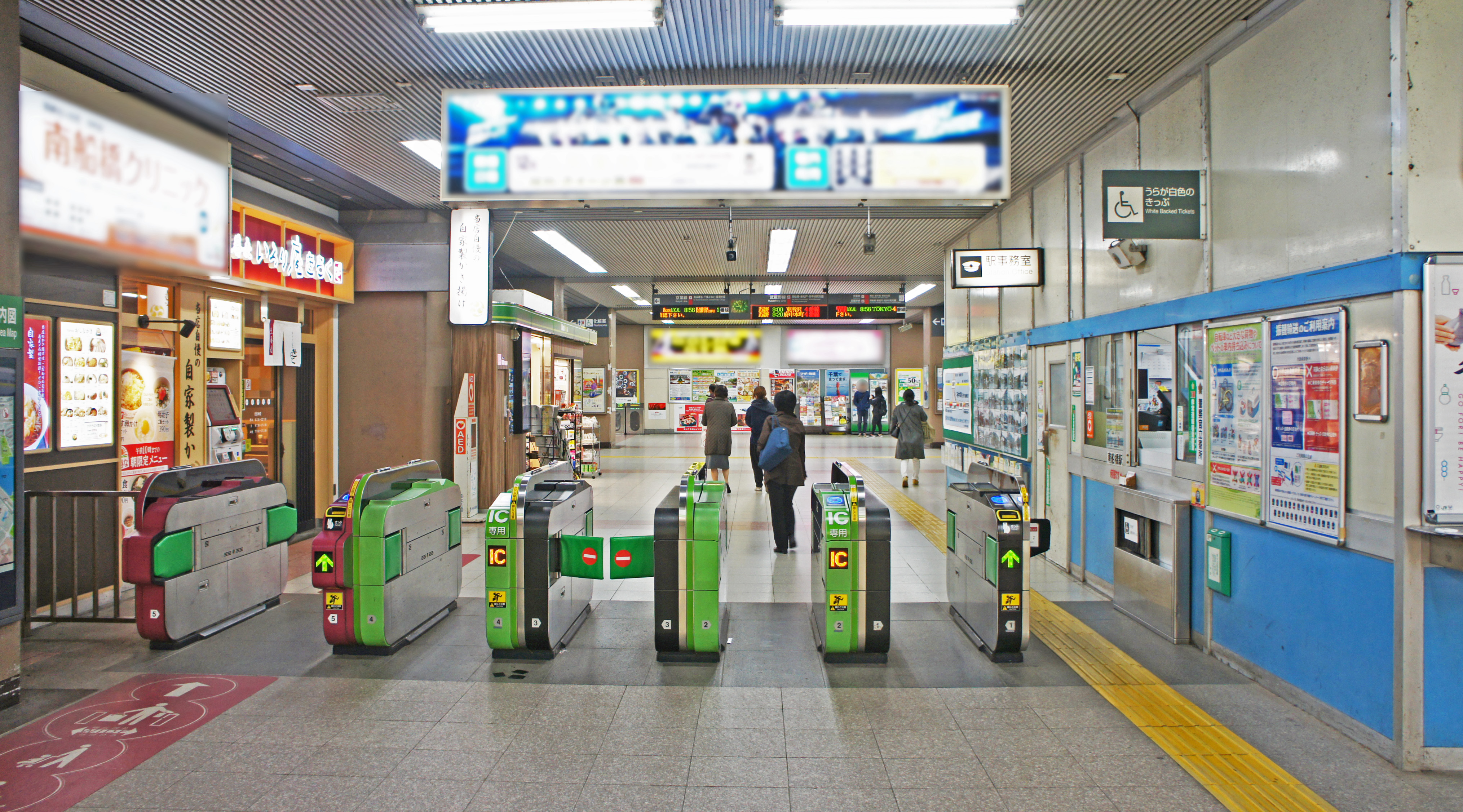
閘口（2019年12月）
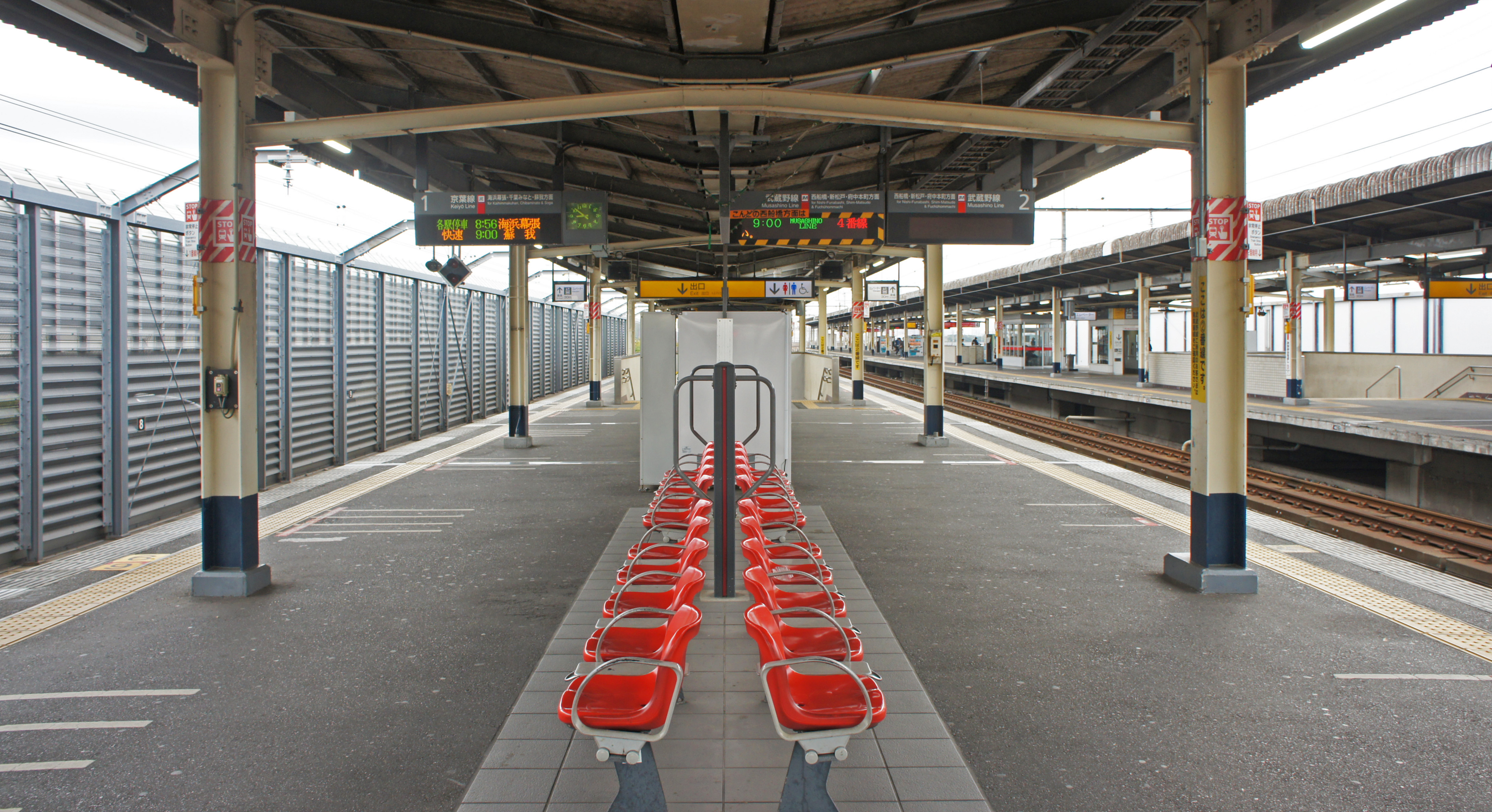
1、2號月台（2019年12月）
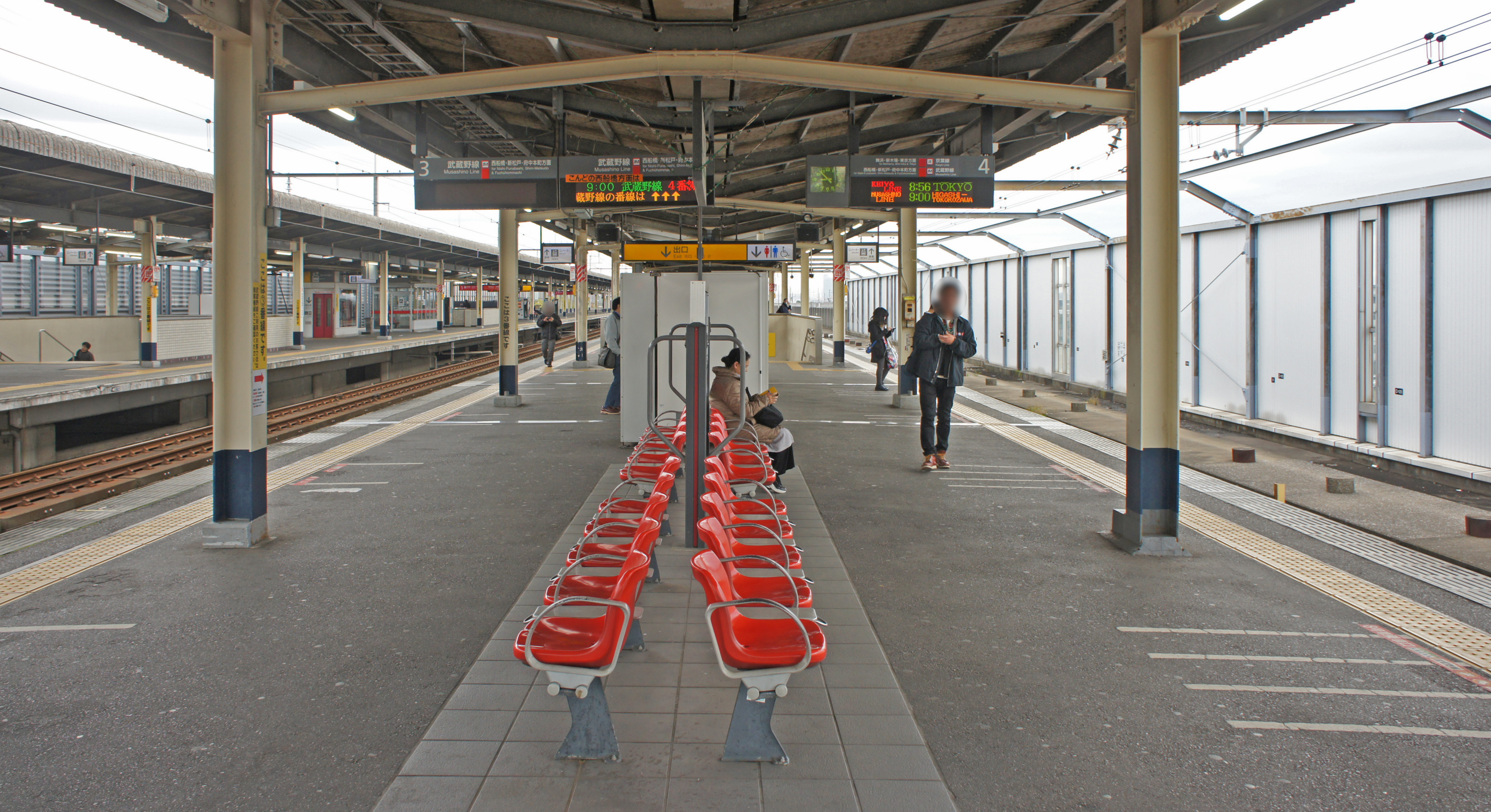
3、4號月台（2019年12月）

| 月台 | 路線     | 方向 | 目的地                       | 備註               |
| ---- | -------- | ---- | ---------------------------- | ------------------ |
| 1    | 京葉線   | 下行 | 海濱幕張、千葉港、蘇我方向   |                    |
| 2、3 | 武藏野線 | -    | 西船橋、新松戶、府中本町方向 | 此站折返           |
| 4    | 武藏野線 | -    | 西船橋、新松戶、府中本町方向 | 經新習志野方向直通 |
| 4    | 京葉線   | 上行 | 舞濱、新木場、東京方向       |                    |

（來源：JR東日本:車站構內圖（页面存档备份，存于））
配線圖